# Feteira (Calheta de Nesquim)
Feteira é uma localidade portuguesa da freguesia da Calheta de Nesquim, concelho das Lajes do Pico, ilha do Pico, arquipélago dos Açores. 
Esta localidade costeira encontra-se muito ligada à produção do vinho Verdelho e tem nas suas proximidades o povoados de Fetais e as elevações denominadas Cabeço das Covas e Cabeço das Cruzes.